# Oxystegus fallax
Oxystegus fallax là một loài Rêu trong họ Pottiaceae. Loài này được (Herzog) Hilp. mô tả khoa học đầu tiên năm 1933.